# Шахта імені К. І. Кисельова
ДВАТ «Шахта ім. К.І.Кисельова». Входить до ДХК «Торезантрацит». Розташована у місті Торез, Донецької області.
Фактичний видобуток 799/468 т/добу (1990/1999). У 2003 р. видобуто 47 тис.т.
Максимальна глибина 650/510 м (1994—1999). Протяжність підземних виробок 65,5/56,2 км (1990/1999). У 1990/1999 розробляла пласт hв
4 потужністю 0,87-0,84 м, кут падіння до 10-11°.
Кількість очисних вибоїв 5/2, підготовчих 4/2 (1990/1999).
Кількість працюючих: 1721/967 осіб, в тому числі підземних 1300/605 осіб (1990/1999).
Адреса: 86616, м. Торез, Донецької обл.